# Clodius Pompeianus

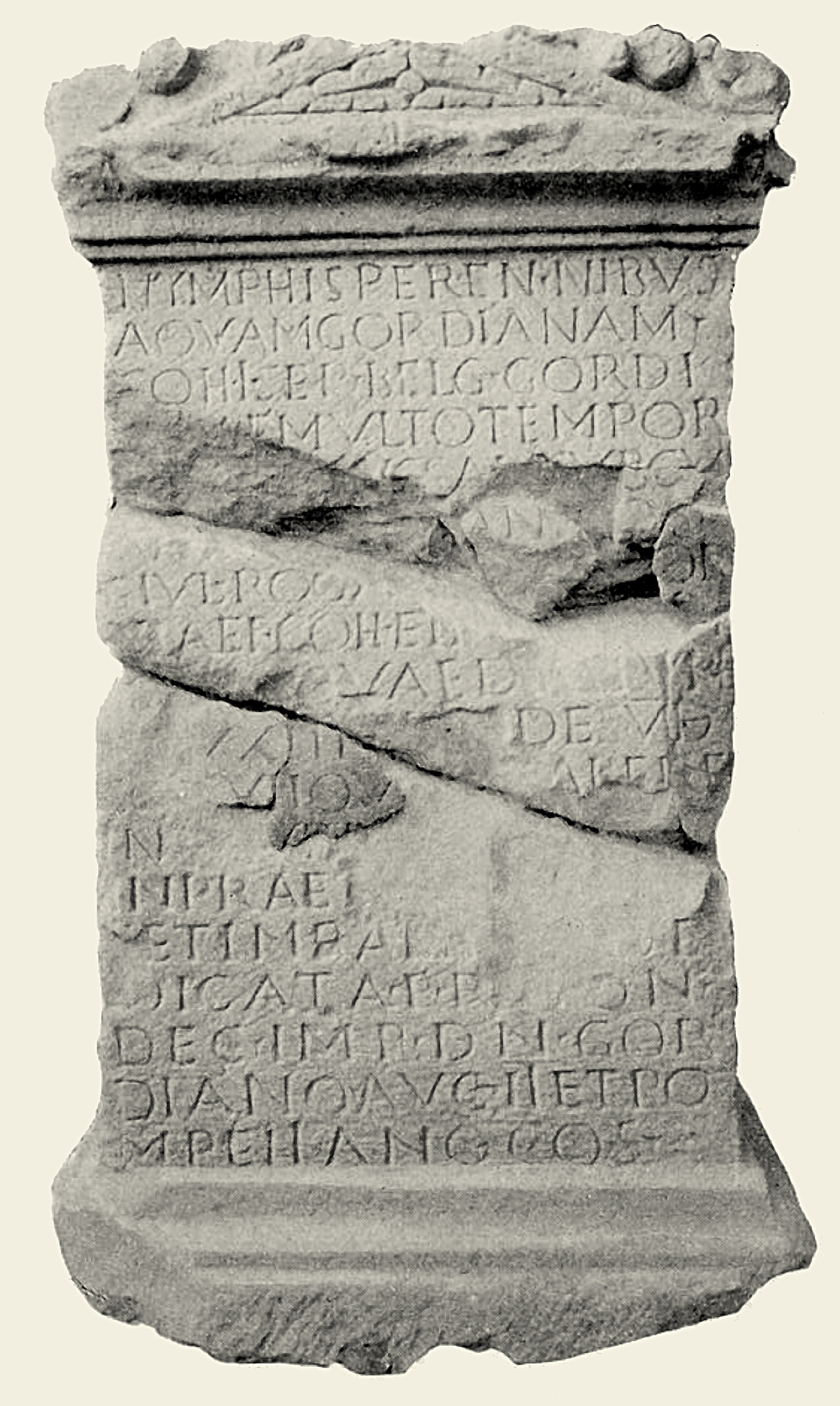
Die Inschrift

Clodius Pompeianus war ein römischer Politiker und Senator des 3. Jahrhunderts n. Chr.
Pompeianus dürfte wohl syrischer Herkunft sein, da er wahrscheinlich der Familie der Claudii Pompeiani aus Antiochia am Orontes entstammte. Es ist möglich, dass er ein Nachfahre des Tiberius Claudius Pompeianus war. Im Jahr 241 war Pompeianus zusammen mit Kaiser Gordian III. ordentlicher Konsul. Außerdem erwähnt eine Bauinschrift aus dem Jahr 244 Pompeianus als consularis aedium sacrarum (hoher Beamter, der für die Verwaltung und den Schutz der heiligen Stätten und Tempel zuständig war.).
Ein im Römisch-Germanischen Zentralmuseum publiziertes Militärdiplom aus dem Jahr 202 oder 203, bezeugt einen Lucius Clodius Pompeianus als Suffektkonsul, dieser könnte der Vater oder Großvater des Pompeianus gewesen sein.